# Max Weiler (futebolista)
Max Weiler (25 de setembro de 1900 - 1º de setembro de 1969) foi um futebolista suíço. Ele competiu na Copa do Mundo FIFA de 1934, sediada na Itália, na qual a seleção de seu país terminou na sétima colocação dentre os 16 participantes.